# 埃拉托環礁
埃拉托環礁是西太平洋島國密克羅尼西亞聯邦的環礁，屬於加羅林群島的一部分，位於拉莫特雷克環礁以西約9公里，由3個島嶼組成，土地面積0.526平方公里，潟湖面積7.48平方公里，最高點海拔高度2米，2000年人口96。

## 外部連結
- Entry at Oceandots.com
- Report of the German South Pacific Expedition 1908-1910